# Mus cookii
Mus cookii es una especie de roedor de la familia Muridae.

## Distribución geográfica
Se encuentra en China, India, Laos, Birmania, Nepal, Tailandia y Vietnam.